# 洪福源
洪福源（1206年—1258年），本名福良，高丽唐城人，蒙古帝国时高丽籍将领。祖上是唐朝时到高丽来的移民，为怀念故国便将留居地命名为“唐城”。他有一個著名的儿子洪茶丘（洪俊奇）。

## 初次与蒙古人接触
福源父洪大纯在高丽高宗时任麟州都领。1218年10月蒙古軍進入高丽并襲擊被東遼耶律喊舍政權佔據的江东城，高丽北部各州郡多出兵协助，福源时仅十二岁，亦随父率麟州兵助战，十二月蒙古軍攻下江东城。耶律喊舍政權其後滅亡。这是福源首次接触蒙古人，后福源渐长，在其父职下任神骑都领。

## 投奔蒙古
1231年8月蒙古以高丽杀害使臣为由，遣大将撒里台出征高丽，围新兴，并在攻克铁州后屠城。高丽军节节败退，引起国内惶恐，福源请求与蒙古议和，但遭到权臣崔瑀的反对，福源便率众千余投蒙古，蒙古对其大加赞赏，并令其为向导，先后攻克高丽北部黄、凤、宣、郭等州郡城池四十余座，九月撒里台令洪福源与部将阿秃儿往高丽都城開城劝降，高丽遣使议和，并献金、银、皮革、牛羊各数千。蒙古在高丽设达鲁花赤七十余人做监视后撤军，洪福源因投诚有功被蒙古人命为高丽东京总管。高丽虽然议和，但以崔瑀为首的武家并不愿意接受这一事实。

## 引蒙古二征高丽
1232年6月，崔瑀发动政變袭杀都城的达鲁花赤，并遣将在各地驱杀蒙古官员。面对这一突然变故，洪福源急忙遣使报告蒙古。蒙古闻报急遣撒里台领兵万余往讨，福源亦招集民兵数千从军。高丽军连战连败，崔瑀挟国王潜逃江华岛，十二月正当蒙古军即将攻陷高丽国都时，统帅撒里台突然阵亡，蒙古副将帖哥引兵撤退。福源留守高丽，负责安抚降民。

## 西京战败
1233年10月福源策应高丽西京郎将毕贤甫袭杀西京宣谕使郑毅和郎将朴禄全，占领西京。不久崔瑀遣兵马使闵曦率军来攻，西京失陷，贤甫被俘腰斩，福源父大纯、叔百寿不及出逃被俘，高丽下令以福源叛国将其叔、父流放孤岛，福源出逃朝鮮半島北部，率龟州四十余城的降民往投蒙古辽东。

## 高丽军民长官
1234年蒙古窝阔台大汗为表彰其对蒙古的忠诚，赐其金符并令其为高丽第一任军民长官。次年蒙古兴师问罪高丽，令宗王唐古拔都儿统领，福源为副将，前往征讨，先后拿下凤州、慈州等。次年又克金山等地，1237年又攻占高丽南部龙岗、咸从诸城，高丽乞和，献牛羊、皮革、金、银无数，释放福源父叔，并封洪大純为大将军，洪百寿为郎将，蒙古撤军，将降民万余迁至辽东，不久又在辽东沈州设沈阳路安置降民，令福源管治。
1240年高丽将赵玄习、李元率众数千来投降福源，1241年高丽派假王子永宁公王綧入质蒙古。
1247年贵由汗令高丽撤出江华岛，遭到高丽主战派拒绝。贵由命大将阿母侃统军征讨，福源亦随军出征，攻克高丽威州平虏城。次年因贵由汗病逝撤军。
1251年蒙哥汗继位，表彰洪福源多次随蒙古出征的功劳，赐其金符。1253年蒙哥命宗王耶虎率军再征高丽，福源为先锋军，先后攻陷禾山、春州。高丽被迫迁出江华岛，并遣王世子安庆公王堪到蒙古为人质。

## 福源之死
1258年福源到蒙古朝见，留居和林假王子永宁公王綧家，初两人相處和睦，后王綧对福源出卖祖国的行为渐生不满，便联合高丽国内陷害福源，高丽遣使至蒙古离间福源，蒙哥遂下令囚禁福源，王綧对妻说福源诋毁蒙古萨满。王綧妻为蒙古王族，听后不满便谗言福源欲谋害皇族，蒙哥汗怒下令处斩福源，福源闻之跪泣求恕，王綧为之动容，但不及向蒙哥请恕，福源被斩，家产没收。
1261年其子洪俊奇为其昭雪，忽必烈汗赠其为嘉议大夫，封沈阳侯，谥忠惠。